# Amari Williams
Amari Williams, né le 28 janvier 2002 à Nottingham en Angleterre, est un joueur britannique de basket-ball évoluant au poste de pivot et mesurant 2,11 m.

## Biographie

### Carrière universitaire
Entre 2020 et 2024, il joue pour les Dragons de Drexel.
Puis, de 2024 à 2025, il termine son cursus universitaire avec les Wildcats du Kentucky.

### Carrière professionnelle
Il est sélectionné en quarante-sixième choix de la draft 2025 de la NBA par le Magic d'Orlando.

## Distinctions personnelles

### Universitaires
- 3× CAA Defensive Player of the Year (2022–2024)
- 2× First-team All-CAA (2023, 2024)
- Third-team All-CAA (2022)
- 3× CAA All-Defensive Team (2022–2024)